# Protestos contra os confinamentos da COVID-19 na China em 2022
Os protestos contra os confinamentos da COVID-19 na China em 2022 (também conhecido como Revolução do Papel Branco, Movimento do Papel Branco ou Revolução A4) são uma série de protestos contra os confinamentos da COVID-19 que começaram na China continental em novembro de 2022. Os protestos, começaram em resposta às medidas tomadas pelo governo chinês para impedir a propagação da COVID-19 no país, incluindo a implementação de uma política da zero-COVID. O descontentamento com a política cresceu desde o início da pandemia, que confinou muitas pessoas em suas casas sem trabalho, impossibilitando-as de comprar as necessidades diárias e sujeitando-as a duras restrições.
Enquanto os protestos de pequena escala começaram no início de novembro, a agitação civil generalizada eclodiu após um incêndio mortal em Ürümqi que matou dez pessoas, que estavam três meses em um confinamento em Xinjiang. Os manifestantes exigiram o fim da política da zero-COVID do governo e os confinamentos contínuos que muitas vezes são impostos repentinamente e sem aviso prévio.

## Antecedentes

### Confinamentos da COVID-19 na China
Desde o início da pandemia de COVID-19 na China continental, o governo chinês fez uso extensivo de confinamentos para controlar surtos de COVID-19, em um esforço para implementar uma política da zero-COVID. Esses confinamentos começaram com o confinamento de Wuhan em janeiro de 2020 e logo se espalharam para outras cidades e municípios, incluindo Xangai e Xinjiang. À medida que esses confinamentos se tornaram mais generalizados, eles se tornaram mais longos e cada vez mais perturbadores, precipitando crescente preocupação e dissensão. Em abril de 2022, o governo chinês impôs um confinamento em Xangai, gerando indignação em sites de redes sociais, como Sina Weibo e WeChat; os cidadãos ficaram descontentes com os efeitos econômicos do confinamento, como escassez de alimentos e incapacidade de trabalhar. Esse descontentamento foi exacerbado por relatos de más condições em hospitais improvisados e aplicação severa de quarentenas. Essas queixas eram difíceis de suprimir, apesar da censura estrita das redes sociais na China.
A disseminação de subvariantes mais infecciosas da variante Ómicron intensificou essas queixas. À medida que essas subvariantes se espalharam, a confiança do público foi corroída na política da zero-COVID do governo chinês, indicando que as estratégias de confinamento se tornaram ineficazes e insustentáveis para a economia chinesa. Concessões e vacilações geraram mais falta de confiança e apoio à política; em 11 de novembro, o governo chinês anunciou diretrizes novas e detalhadas sobre medidas contra a COVID-19 em uma tentativa de facilitar a política da zero-COVID. A aplicação dos governos locais variou amplamente: Shijiazhuang suspendeu temporariamente a maioria das restrições após o anúncio, enquanto outras cidades continuaram com restrições estritas, temendo as consequências de diminuir os confinamentos. Após o lançamento das novas diretrizes, ocorreu um surto de COVID-19 em várias regiões da China.

### Movimentos democráticos na China
Vários movimentos políticos pela democracia surgiram em oposição ao regime de partido único do Partido Comunista da China (PCC). O crescente descontentamento com a resposta do governo chinês à COVID-19 precipitou discussões sobre liberdade e democracia na China e alguns apelos pela renúncia de Xi Jinping, que foi aprovado para um terceiro mandato sem precedentes como Secretário-Geral do PCC (Líder Supremo da China) semanas antes do início da ampla crise de protestos.

## Prelúdio
Em 13 de outubro de 2022, na véspera do 20.º Congresso Nacional do Partido Comunista da China, um homem pendurou duas faixas anti-confinamento e pró-democracia no parapeito da Ponte Sitong, em Pequim. Os cartazes foram rapidamente removidos pela polícia local e as menções a eles foram censuradas na internet chinesa. No entanto, a notícia já era difundida entre o público chinês. Foi a primeira vez que muitos estudantes chineses no exterior tomaram medidas políticas para mostrar solidariedade, apesar do medo de serem expostos.
Em vez dos habituais protestos contra as injustiças materiais do passado, o incidente inspirou os principais objetivos dos próximos protestos. Os slogans dos cartazes inspiraram as pessoas que protestavam em todo o país a repetir suas palavras no dia 26 de novembro.

## Protestos iniciais: reivindicações dos trabalhadores

### Cantão
Quando os confinamentos retornaram a Cantão a partir de 5 de novembro de 2022, os residentes do distrito de Haizhu marcharam nas ruas à noite, rompendo barreiras de metal e exigindo o fim do confinamento. O distrito de Haizhu é o lar de muitos trabalhadores migrantes de fora da província, que não conseguiram encontrar trabalho e obter renda sustentável durante os confinamentos. Em vídeos divulgados online, os moradores também criticaram as filas de uma hora para os testes de COVID-19, a incapacidade de comprar produtos frescos e acessíveis e a falta de apoio do governo local.

### Zhengzhou
Desde o final de outubro, a megafábrica da Foxconn em Zhengzhou, China Central, que produzia o iPhone para a Apple, impedia os trabalhadores de deixar a fábrica como parte de uma política nacional que exigia zero-COVID, ao mesmo tempo em que tentava manter as fábricas abertas e a economia funcionando. No entanto, os trabalhadores conseguiram escalar através de barreiras e fugir de casa, ameaçando a operação contínua da fábrica. No início de novembro, espalharam-se vídeos de trabalhadores saindo da cidade a pé para voltar para casa, desafiando as medidas de confinamento. Em resposta, em meados de novembro, os governos locais de todo o país instaram veteranos e funcionários públicos aposentados a se inscreverem como mão de obra substituta, prometendo bônus. A mídia estatal afirma que mais de 100 000 pessoas se inscreveram até 18 de novembro.
Na noite de 22 para 23 de novembro, os trabalhadores de uma fábrica da Foxconn entraram em confronto com as forças de segurança e a polícia por causa de salários baixos e restrições aleatórias da COVID-19. Os trabalhadores articularam suas demandas em vídeos espalhados pelas redes sociais chinesas, alegando que a Foxconn não havia fornecido bônus e pacotes salariais prometidos. De acordo com um trabalhador, os novos recrutas foram informados pela Foxconn que receberiam os bônus em março e maio de 2023, muito depois do Ano-Novo Lunar Chinês, quando o dinheiro era mais necessário. Os manifestantes também acusaram a Foxconn de negligenciar a separação dos trabalhadores que deram positivo dos outros, ao mesmo tempo em que os impedia de deixar o campus da fábrica por causa das medidas de quarentena. Agentes da lei foram filmados espancando trabalhadores com cassetetes e barras de metal, enquanto trabalhadores jogavam objetos para trás e capotavam veículos policiais. Na noite de quarta-feira, 23 de novembro, em resposta ao protesto, a Foxconn ofereceu 10 000 yuans (aproximadamente 1 400 dólares) e uma carona para casa aos trabalhadores que concordassem em deixar seus empregos e deixar a fábrica.

### Xunquim
Em Xunquim, um homem foi filmado fazendo um discurso em seu complexo residencial em 24 de novembro, proclamando em voz alta em chinês "Dê-me liberdade ou dê-me a morte!" para os gritos e aplausos da multidão. Quando a polícia tentou prendê-lo, a multidão lutou contra a polícia e o puxou, embora ele ainda estivesse detido. O homem foi apelidado de "irmão super-homem de Xunquim" (重庆超人哥) nas redes sociais. Citações dele no vídeo circularam amplamente apesar da censura, como "só existe uma doença no mundo e isso é ser pobre e não ter liberdade [...] agora temos os dois", referindo-se tanto ao confinamento como aos altos preços dos alimentos.

## Escalada dos protestos: incêndio em Ürümqi e reação
Em 24 de novembro, um incêndio em um prédio em Ürümqi matou 10 pessoas e feriu 9 em uma área residencial sob confinamento. A região de Xinjiang já estava em confinamento estrito há três meses naquele momento. Durante esse período, vídeos e imagens que circularam nas redes sociais chinesas mostraram que as pessoas não conseguiam comprar produtos de primeira necessidade, como alimentos e remédios. As pessoas acusaram as medidas de confinamento em torno do prédio em chamas por impedir que os bombeiros chegassem ao prédio a tempo, enquanto outros expressaram raiva pela resposta do governo, que parecia culpar as vítimas daqueles que conseguiram escapar do incêndio. Muitos dos mortos eram uigures, com cinco vivendo na mesma casa.
Em 25 de novembro, um protesto começou no 104.º Regimento do Corpo de Produção e Construção de Xinjiang, dominante da etnia Han, quando os moradores foram às ruas em resposta direta a uma surra pública cometida pelo pessoal de controle de doenças. Uma onda de protestos logo começou em toda a cidade, exigindo o fim das duras medidas de confinamento, com uma multidão do lado de fora do prédio do governo da cidade. O Secretário-Geral foi forçado a fazer um discurso público, prometendo o fim do confinamento em áreas de "baixo risco" no dia seguinte.

## Censura e resistência

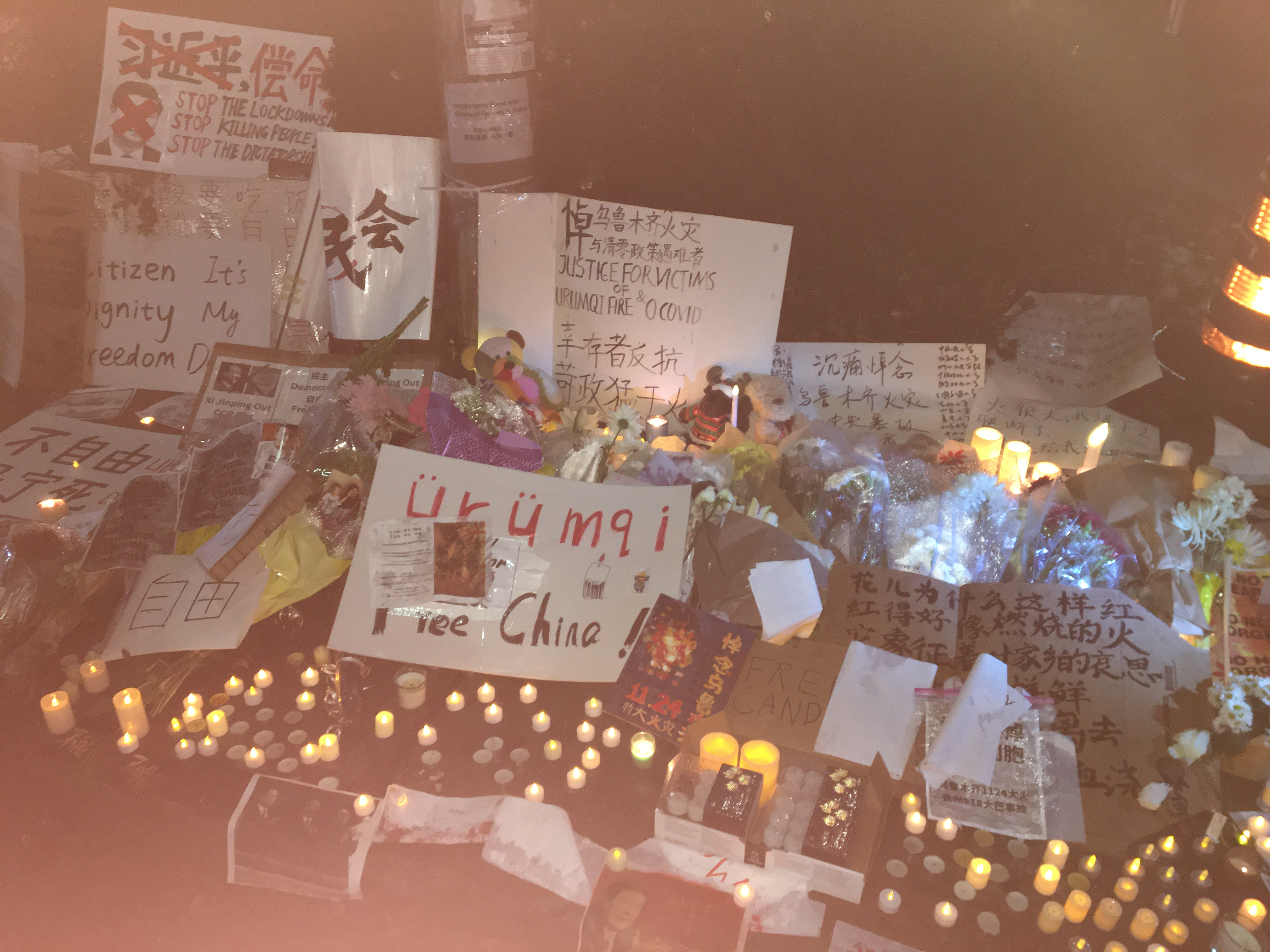
Toronto_Chinese_Consulate_Protest_November_27th,_2022

As transmissões da Copa do Mundo FIFA de 2022 na China mostraram cenas de espectadores no Catar sem restrições da COVID-19, apesar da emissora estatal chinesa CCTV cortar fotos em close do público sem máscara e substituí-las por fotos dos jogadores, dirigentes ou locais. Em 22 de novembro, uma publicação nas redes sociais, intitulada Ten Questions, se tornou viral no WeChat, fazendo a pergunta retórica se o Catar estava "em um planeta diferente" por ter medidas mínimas de controle da COVID-19. A publicação foi retirada rapidamente, mas não antes que os arquivos pudessem ser feitos fora da internet chinesa.
Diversas imagens e vídeos que circulavam nas redes sociais foram censurados da Internet, mas depois começaram a circular no Twitter, que foi bloqueado pela Grande Firewall Chinesa. Cidadãos chineses também espalharam vídeos e informações dos protestos nas redes sociais chinesas, muitas vezes contornando as censuras de maneiras criativas. Palavras inofensivas foram repetidas várias vezes para formar frases para expressar descontentamento, como "bom bom bom bom bom bom bom bom". Para evitar a censura, os manifestantes usaram papéis em branco, pichações e até equações matemáticas para expressar seu descontentamento. Na demonstração na Universidade Tsinghua, em Pequim, no dia 27 de novembro, as equações de Friedmann, expressões cosmológicas que estimam a taxa de expansão do universo, foram usadas para sugerir, segundo alguns observadores, a inevitabilidade do país "abrir" como o cosmos, enquanto outros decodificaram a mensagem como um trocadilho com o sobrenome do físico, que é quase um homófono para "homem livre". Mais tarde naquela noite, manifestantes perto da ponte Liangma começaram a entoar ironicamente: "Quero fazer testes de COVID! Quero escanear meu código de saúde!", estimulando os usuários do Weibo a usar frases semelhantes para evitar a censura. Videoclipes dos próprios discursos de Xi Jinping também foram usados em protesto, com pessoas citando sua declaração "agora o povo chinês está organizado e não se deve brincar" para evitar a censura e expressar descontentamento.
No Twitter, onde as autoridades não tinham a capacidade de censurar imagens de protesto para aqueles que contornaram a Grande Firewall, as hashtags em chinês para cidades com manifestações ativas foram inundadas com pornografia, serviços de acompanhantes e spam de jogos de azar, tanto de contas novas e inativas suspeitas de serem administradas pelo governo chinês. O problema foi exacerbado pela renúncia da maior parte da equipe de confiança e segurança do Twitter após a aquisição da plataforma por Elon Musk.

### Simbolismo do papel branco
Folhas de papel A4 em branco se tornaram um símbolo dos protestos, com os manifestantes da Universidade Tsinghua exibindo folhas de papel A4 em branco para representar a censura na China. Os manifestantes também carregavam flores brancas, segurando papéis ou flores nos cruzamentos. Uma manifestante em Pequim disse que ela e o marido estavam entre os primeiros a chegar ao protesto à beira do rio em 27 de novembro e não tinham certeza se alguma das pessoas na área era manifestante no início, mas vendo que ela carregava um folha de papel em branco, eles se aproximaram e se reuniram com ela.
As comunidades da diáspora chinesa promoveram os termos "revolução do papel branco" e "revolução A4" nas redes sociais online para descrever os protestos. Em 28 de novembro, postagens contendo papéis em branco, sentenças inofensivas e equações de Friedmann foram removidas das plataformas de rede social chinesas.